# Phasmomyrmex
Phasmomyrmex is een geslacht van mieren uit de onderfamilie van de Formicinae (Schubmieren).

## Soorten
- P. aberrans (Mayr, 1895)
- P. buchneri (Forel, 1886)
- P. paradoxus (André, 1892)
- P. wolfi (Emery, 1920)